# ودي كلينغ
ودي كلينغ (بالإنجليزية: Woody Kling)‏ هو منتج تلفزيوني وكاتب سيناريو وملحن أمريكي، ولد في 14 أبريل 1925 في نيويورك في الولايات المتحدة، وتوفي في 10 أبريل 1988 في لوس أنجلوس في الولايات المتحدة وسرطان الرئة.

## وصلات خارجية
- ودي كلينغ على موقع IMDb (الإنجليزية)
- ودي كلينغ على موقع ألو سيني (الفرنسية)
- ودي كلينغ على موقع ميوزك برينز (الإنجليزية)
- ودي كلينغ على موقع قاعدة بيانات الفيلم (الإنجليزية)
- ودي كلينغ على موقع كينوبويسك (الروسية)